# اریش هوف
اریش هوف (آلمانی: Erich Hof; ۳ اوت ۱۹۳۶ – ۲۵ ژانویهٔ ۱۹۹۵) بازیکن و مربی فوتبال اهل اتریش بود.
از باشگاه‌هایی که در آن بازی کرده است می‌توان به باشگاه فوتبال آستریا وین اشاره کرد.
وی همچنین در تیم ملی فوتبال اتریش بازی کرده است.